# Torneo di Wimbledon 2022 - Singolare maschile in carrozzina
Joachim Gérard era il campione in carica, ma è stato sconfitto in semifinale da Shingo Kunieda. Lo stesso Kunieda ha conquistato il titolo battendo Alfie Hewett in finale con il punteggio di 4-6, 7-5, 7–6(5).

## Teste di serie
1. Shingo Kunieda (Campione)

1. Alfie Hewett (finale)

## Tabellone

### Legenda
| - Q = Qualificato - WC = Wild card - LL = Lucky loser | - ALT = Alternate - SE = Special Exempt - PR = Protected Ranking | - w/o = Walkover - r = Ritirato - d = Squalificato |

|  | Quarti di finale | Quarti di finale  | Quarti di finale  | Quarti di finale | Quarti di finale |  |  | Semifinali | Semifinali        | Semifinali     | Semifinali   | Semifinali |   |    | Finale | Finale         | Finale | Finale | Finale |  |
|  |                  |                   |                   |                  |                  |  |  |            |                   |                |              |            |   |    |        |                |        |        |        |  |
|  | 1                | Shingo Kunieda    | 6                 | 65               | 6                |  |  |            |                   |                |              |            |   |    |        |                |        |        |        |  |
|  |                  | Tom Egberink      | 1                 | 7                | 1                |  |  | 1          | Shingo Kunieda    | Shingo Kunieda | 6            | 6          |   |    |        |                |        |        |        |  |
|  |                  | Joachim Gérard    | Joachim Gérard    | 6                | 7                |  |  |            | Joachim Gérard    | Joachim Gérard | 2            | 1          |   |    |        |                |        |        |        |  |
|  | WC               | Tokito Oda        | Tokito Oda        | 4                | 62               |  |  |            |                   |                |              |            |   |    | 1      | Shingo Kunieda | 4      | 7      | 7      |  |
|  |                  | Gustavo Fernández | Gustavo Fernández | 6                | 6                |  |  |            |                   | 2              | Alfie Hewett | 6          | 5 | 65 |        |                |        |        |        |  |
|  |                  | Nicolas Peifer    | Nicolas Peifer    | 4                | 1                |  |  |            | Gustavo Fernández | 6              | 63           | 4          |   |    |        |                |        |        |        |  |
|  |                  | Gordon Reid       | 2                 | 6                | 4                |  |  | 2          | Alfie Hewett      | 2              | 7            | 6          |   |    |        |                |        |        |        |  |
|  | 2                | Alfie Hewett      | 6                 | 3                | 6                |  |  |            |                   |                |              |            |   |    |        |                |        |        |        |  |